# とらい夢ラグビーフットボールクラブブレイカーズ
とらい夢ラグビーフットボールクラブブレイカーズ（アルファベット表記：TRYMU RUGBY FOOTBALL CLUB BREAKERS）は、2025年現在新潟県社会人リーグに所属するNPO法人であるとらい夢のラグビーユニオンチーム。

## 概要
- 本拠地は、新潟県新発田市に置いてある[1]。

## 歴史
- 2012年 創部[2]

## リーグ戦戦績
- 2012-2013 関東社会人リーグ3部Dブロック 優勝（6勝）、関東社会人リーグ2部へ昇格
- 2013-2014 関東社会人リーグ2部Cブロック 準優勝（4勝1敗）
- 2014-2015 関東社会人リーグ2部Cブロック 優勝（5勝1分）
- 2015-2016 関東社会人リーグ2部Cブロック 優勝（6勝）、2部順位決定戦：4位、関東社会人リーグ1部昇格[3]
- 2017-2018 関東社会人リーグ1部 8位（7敗[4]）、順位決定戦：4位[5]、関東社会人リーグ2部降格
- 2018-2019 関東社会人リーグ2部Cブロック 4位（1勝3敗）
- 2019-2020 関東社会人リーグ2部Bブロック 4位（2勝3敗）
- 2020-2021 リーグ戦中止
- 2021-2022 関東社会人リーグ2部B リーグ不参加
- 2022-2023 関東社会人リーグ2部B リーグ不参加、新潟県社会人リーグ（NIIGATA RUGBY SUPER8）へ転籍
- 2023-2024 NIIGATA RUGBY SUPER8 リーグ戦：3位、3位決定戦：出場辞退
- 2024-2025 NIIGATA RUGBY SUPER8 優勝（リーグ戦：1位、優勝決定戦：勝利）